# Музеи слепков

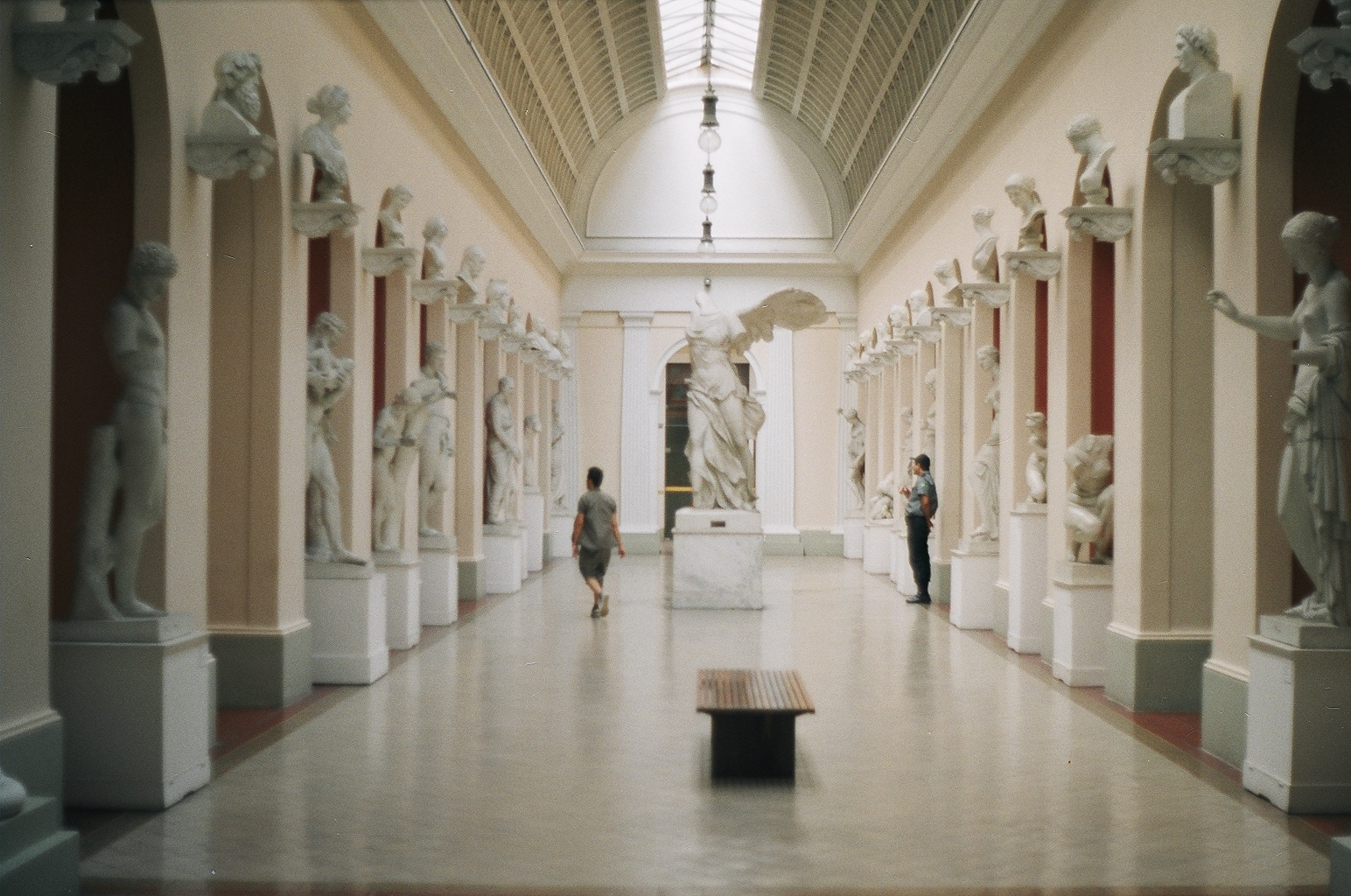
Экспозиция в Музее изящных искусств Рио-де-Жанейро

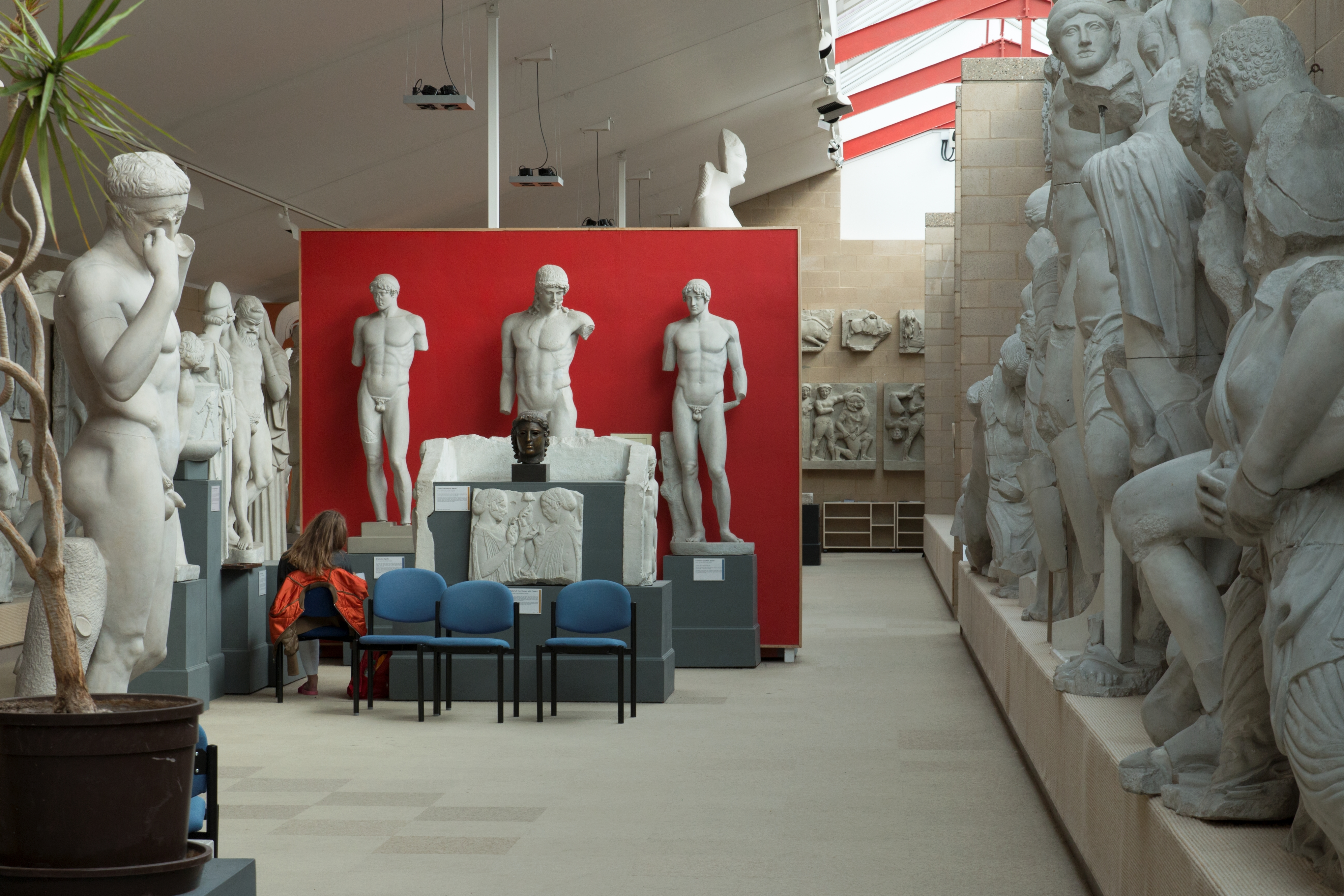
Слепки в Кембриджском музее классической археологии

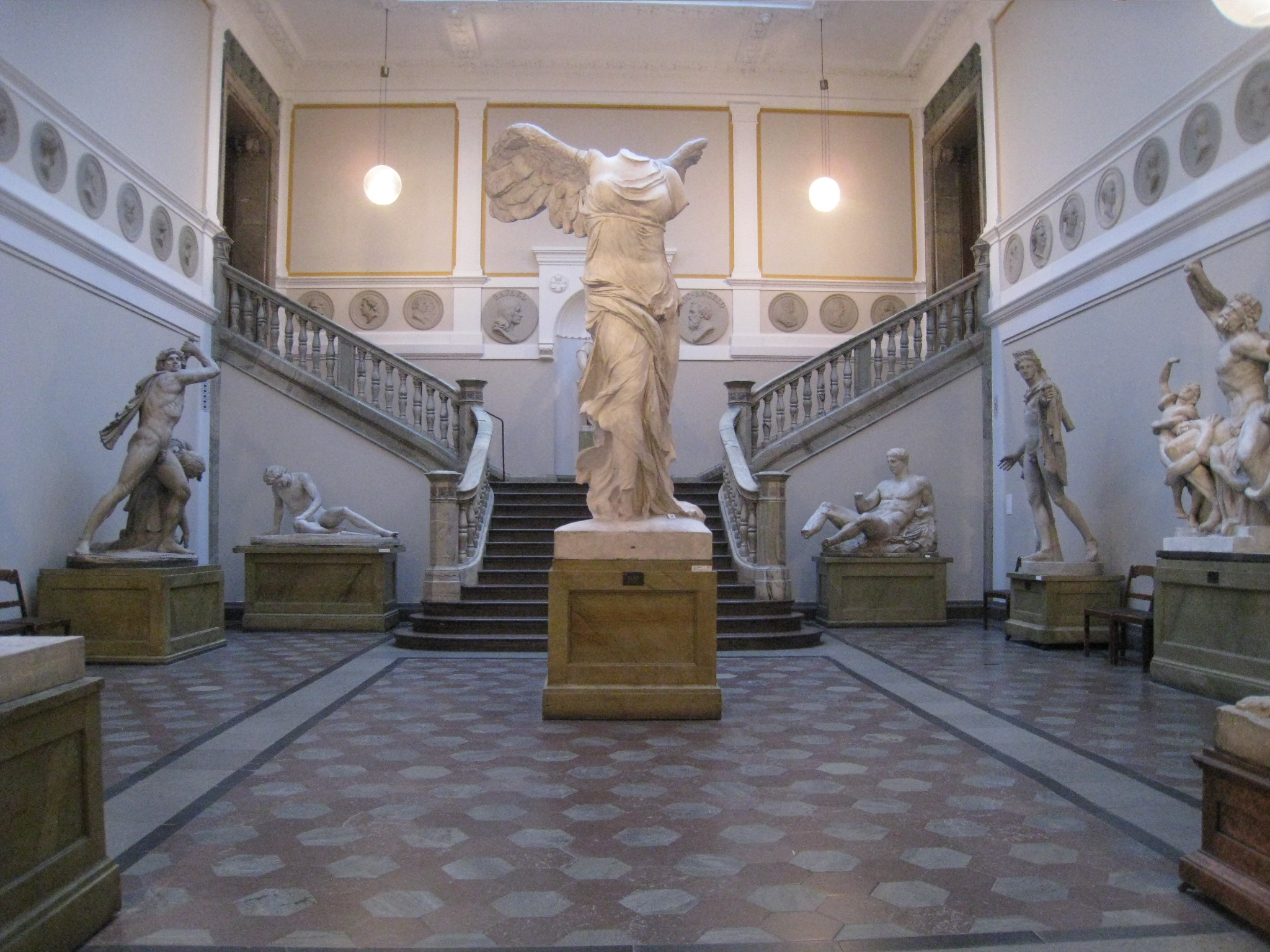
Экспозиция в шведской королевской академии искусств

Музеи слепков — тип музеев изобразительного искусства, где собраны копии лучших (по понятиям эпохи) скульптур мира.

## Концепция
Идея о создании подобных образовательных музеев родилась в эпоху Просвещения. Начиная с XVIII века подобные музеи начинают создаваться повсеместно по всей Европе.

## Список
- Альтенбург (Германия): Музей Линденау, глиптотека
- Болонья: Археологический музей
- Бордо: Музей университета
- Брюссель: Музей Пятидесятилетия
- Кембридж:
  - Университет Кембриджа[2]
  - Семитский музей (восточное искусство)
- Лондон:
  - Британский музей
  - Музей Виктории и Альберта[3]
- Милан: Академия Брера. Коллекция начала формироваться в 1800-х годах[4][5].
- Москва:
  - ГМИИ им. А. С. Пушкина. См. Цветаевская коллекция слепков ГМИИ
  - Часть коллекции ГМИИ выставлена в Учебном художественном музее (Музейный центр РГГУ)[6].
  - Другая часть коллекции выставлена в Академии Художеств (галерее Зураба Церетели)[7]
- Мюнхен, Музей копий классической скульптуры[8]
- Нью-Йорк: Институт классической архитектуры и искусств[9]
- Париж: 
  - Музей Гиме (восточное искусство)
  - Национальный музей французских памятников (средневековое искусство)
- Петербург, Музей при РАХ[10]
- Питтсбург (США): Музей искусств Карнеги
- Прага: Институт классической археологии - Коллекция в монастыре Гостинне
- Рио-де-Жанейро: Национальный музей изящных искусств
- Севилья: Гипсотека университета Севильи
- Спрингфилд (США): Музей Джорджа Уолтера Винсента Смита
- Стокгольм: Королевская академия свободных искусств
- Страсбург: Музей слепков Адольфа Михаэлиса, глиптотека[11] Института классической археологии университета Страсбурга
- Тюбинген (Германия): Музей университета Тюбингена в замке Гогентюбинген[12]